# نائومی تانی
نائومی تانی (انگلیسی: Naomi Tani؛ زاده ۲۰ اکتبر ۱۹۴۸) یک بازیگر زن اهل ژاپن است.

پوستر فیلم "پری در قفس" با بازی نائومی تانی

او آلبومی با عنوان  悶えの部屋 در سال ۱۹۷۹ نیز منتشر کرده است . این آلبوم همچنین به سبک موسیقی سنتی ژاپن یا enka می‌باشد .